# Viola oenensis
Viola oenensis är en violväxtart som beskrevs av Borb.. Viola oenensis ingår i släktet violer, och familjen violväxter. Inga underarter finns listade i Catalogue of Life.